# Sara Sierra (actriz 1990)
Sara Sierra (Logroño, 1990) es una actriz española de cine, teatro y televisión, conocida por interpretar el papel de Angelines Ledesma en la telenovela Acacias 38.

## Biografía
Sara Sierra nació en 1990 en Logroño, en la provincia de La Rioja (España). Tras formarse en Madrid como actriz en el Laboratorio de teatro de William Layton, en la Escuela de teatro de Mar Navarro y Andrés Hernández y en el Centro de Investigación Teatral La Manada empieza a trabajar en teatro con Hey Boy, Hey Girl! de Jordi Casanovas en 2015, una reinterpretación del Romeo y Julieta de Shakespeare en la que compartió papel protagonista con Álex Villazán.

## Carrera
Inició su experiencia en cine en 2016 participando en el largometraje Historias románticas (un poco) cabronas, de Alejandro González Ygoa, una «anti-comedia romántica» de cine independiente realizada por 11 técnicos, 32 jóvenes actores y actrices, y con apenas presupuesto. Ese mismo año participó en la película No culpes al karma de lo que te pasa por gilipollas dirigida por María Ripoll.
En 2017 participó en el cortometrajeTaras, dirigido por Roberto Pérez Toledo.
En 2018 formó parte del reparto de Dolor y Gloria de Pedro Almodóvar, filme ganador del Goya a Mejor Película 2020 y nominada a Mejor Película Internacional en los premios Óscar.
En 2019 integró el elenco de la telenovela Acacias 38 (producida por Televisión Española y Boomerang TV) en el papel de Angelines Ledesma.
En teatro, entre 2021 y 2023, protagoniza la obra Los precursores de Luis Sorolla, representada entre otros lugares en el histórico Corral de Comedias de Alcalá.

## Filmografía

### Cine
| Año  | Título                                              | Personaje       | Director                |
| ---- | --------------------------------------------------- | --------------- | ----------------------- |
| 2016 | No culpes al karma de lo que te pasa por gilipollas | Fan adolescente | María Ripoll            |
| 2018 | Historias románticas (un poco) cabronas             | Laura           | Alejandro González Ygoa |
| 2019 | Dolor y gloria                                      | Conchita        | Pedro Almodóvar         |

### Televisión
| Año  | Título     | Personaje         | Notas        |
| ---- | ---------- | ----------------- | ------------ |
| 2019 | Acacias 38 | Angelines Ledesma | 16 episodios |

### Cortometrajes
| Año  | Título | Director             |
| ---- | ------ | -------------------- |
| 2017 | Taras  | Roberto Pérez Toledo |

## Teatro
| Año       | Título                       | Autor           | Director                       | Teatro                                   |
| --------- | ---------------------------- | --------------- | ------------------------------ | ---------------------------------------- |
| 2013      | Monstruos                    | Carmen Losa     | Carmen Losa                    | Teatro Fernando de Rojas                 |
| 2014      | La vida manda                | Noel Coward     | Francisco Vidal                |                                          |
| 2014      | Restos humanos identificador | Brad Fraser     | Carlos Tuñón y Carlos Silveira | Sala Kubik Fabrik                        |
| 2015      | ¡Hey boy, Hey girl!          | Jordi Casanovas | José Luis Arellano             | Teatro Conde Duque                       |
| 2015      | De mujeres sobre mujeres     |                 | Juana Escabias                 | Teatro Conde Duque                       |
| 2017      | Descalzos por el parque      | Neil Simon      | Luis Sorolla                   |                                          |
| 2018      | En el frente                 | Ché Walker      | Carlos Silveira                | Teatros Luchana                          |
| 2022      | Una chica muy valiente       |                 |                                | Compañía de teatro Smile                 |
| 2021-2023 | Los precursores              | Luis Sorolla    | Luis Sorolla                   | Corral de Comedias de Alcalá de Henares. |